# Alexander Dennis Enviro400
Alexander Dennis Enviro400 — двухэтажный автобус особо большой вместимости производства Alexander Dennis, предназначенный для эксплуатации в странах с левосторонним движением. Пришёл на смену автобусу Dennis Trident 2. 

## Первое поколение (2005—2010)
Первое поколение моделей производилось в 2005—2010 годах с кузовами East Lancs Myllennium Lolyne и Optare Olympus. За основу было взято шведское шасси Scania или Volvo B7TL, вытесненное с конвейера шасси Volvo B9TL.

## Второе поколение (2008—2018)
Второе поколение Dennis Enviro400 было представлено в 2008 году на выставке Euro Bus Expo и изначально производилось параллельно с первым поколением. Светотехника состояла из светодиодов, вместо ламп накаливания в первом поколении, передний бампер был обновлён, аварийная дверь была перемещена. Производство завершилось в 2018 году.